# Paulina Porizkova
Paulina Porizkova, ursprungligen Pavlína Pořízková, född 9 april 1965 i Olomouc i Tjeckoslovakien, är en tjeckisk-svensk-amerikansk skådespelerska, fotomodell och författare.

## Biografi
Paulina Porizkova föddes 1965 i Tjeckoslovakien. Hennes föräldrar var dissidenterna Anna Porizkova och Jiri Porizka, som flydde till Sverige i samband med Warszavapaktens invasion 1968. Paulina Porizkova blev kvar i Tjeckoslovakien och växte upp med sin mormor. Hon kom 1974 som nioåring till Sverige och bodde där under andra halvan av 1970-talet. Under uppväxten i Lund gick hon i högstadiet på Fågelskolan där hon blev mobbad för sin utländska härkomst.
Hon upptäcktes som modell 1980, 15 år gammal, och flyttade då till Paris. Några år senare flyttade hon till USA. Hon har varit jurymedlem i programmet America's Next Top Model Cycle 10, 11 & 12. Hon har också medverkat i ett antal filmer, bland annat Hennes alibi (1989) och Arizona Dream (1993).
Paulina Porizkova har varit modell för bland annat Vogue, Elle, Estée Lauder och Victoria's Secret och har varit en av världens högst betalda och mest välkända supermodeller.
År 1992 skrev hon en barnbok. Hennes första roman, A Model Summer, gavs ut i april 2007.
Hon gifte sig med sångaren i The Cars, Ric Ocasek, 1989. De flyttade isär ett par år före hans död utan att skilja sig.
År 2022 gav hon ut boken No filter: the good, the bad, and the beautiful där hon problematiserar modellbranschen, skönhetsideal och attityder till kvinnors åldrande.